# Молібдати

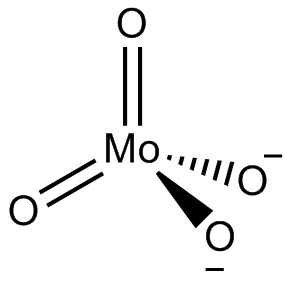
Структура молібдату

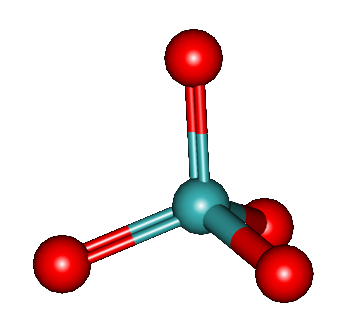
3D-модель іона молібдата

Молібда́ти — це сполуки, що містять оксоаніон з молібденом у найвищому ступені окислення +6. Молібден може утворювати дуже великий спектр таких оксоаніонів, які можуть бути дискретними структурами або полімерними розширеними структурами, хоча останні зустрічаються лише у твердому стані. Більш великі оксоаніони є членами групи сполук, що називаються поліоксометалатами, і тому, що вони містять лише один тип атома металу, часто називають ізополіметалатами.
Окремі оксоаніони молібдену варіюються за розмірами від найпростішого {\displaystyle {\ce {MoO4^2-}}} у молібдаті калію аж до надзвичайно великих структур, виявлених у ізополімолібденових синях, які містять, наприклад, 154 атоми Mo.
Поведінка молібдену відрізняється від інших елементів групи 6. Хром утворює лише хромати, іони {\displaystyle {\ce {CrO4^2-}}}, {\displaystyle {\ce {Cr2O7^2-}}}, {\displaystyle {\ce {Cr3O10^2-}}} та {\displaystyle {\ce {Cr4O13^2-}}}, які засновані на тетраедричному хромі. Вольфрам схожий на молібден і утворює багато вольфраматів, що містять 6 атомів вольфраму.

## Приклади молібдатних аніонів
Прикладами молібдатних оксоаніонів є:
- {\displaystyle {\ce {MoO4^2-}}} наприклад, Na2MoO4 та мінерал повеліт, CaMoO4;
- {\displaystyle {\ce {Mo2O7^2-}}}, як гідратований діамонієвий димолібдат[усталений термін?]. Безводна тетрабутіламонієва сіль {\displaystyle {\ce {Mo2O7^2-}}} також відома;[1]
- {\displaystyle {\ce {Mo3O10^2-}}} у солі етилендіаміну[ru];[2]
- {\displaystyle {\ce {Mo4O13^2-}}} у калійній солі;[3]
- {\displaystyle {\ce {Mo5O16^2-}}} в солях аніліну ({\displaystyle {\ce {C6H5NH3^+}}});[4]
- {\displaystyle {\ce {Mo6O19^2-}}} (гекса-молібдат) в солі тетраметиламонію;[5]
- {\displaystyle {\ce {Mo7O24^6-}}} у молібдаті амонію, (NH4)6Mo7O24·4H2O;[6]
- {\displaystyle {\ce {Mo8O26^4-}}} у солі триметиламонію.

Іменування молібдатів, як правило, відповідає конвенції префіксу, щоб показати кількість присутніх атомів Мо. Наприклад, димолібдат для 2 атомів молібдену; тримолібдат для 3 атомів молібдену тощо. Іноді окислювальний стан додають у вигляді суфіксу, наприклад у пентамолібдаті (VI). Іон гептамолібдат, {\displaystyle {\ce {Mo7O24^6-}}}, часто називають «парамолібдатом».